# بوآی امپراتور
بوآی امپراتور یک گونه مار غیرسمی بزرگ و سنگین از مارهای سردهٔ بوآ است. این گونه، در مکزیک، آمریکای مرکزی و آمریکای جنوبی در غرب کوه‌های آند (عمدتاً کلمبیا) یافت می‌شود. این مار همچنین با نام‌های بوآی معمولی، بوآی شمالی، بوآی کلمبیایی و بوآی معمولی شمالی نیز نامیده می‌شود و به‌طور مکرر و به اشتباه، با عنوان بوآی دُم‌قرمز یا بوآی دُم‌قرمز کلمبیایی، به‌ویژه در تجارت حیوانات خانگی از آن نام برده می‌شود.

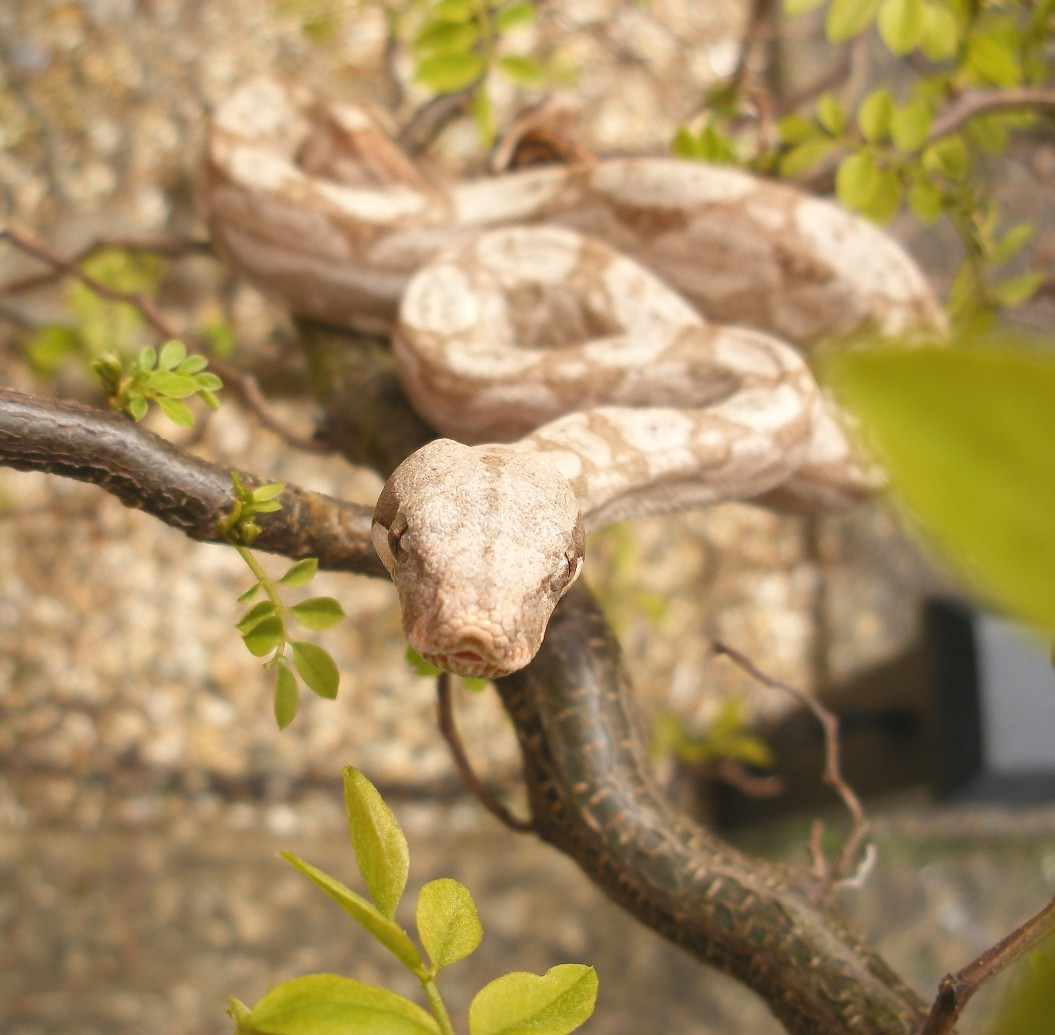
یک نمونه امپراتور از Cayos Cochinos

زیستگاه بوآهای امپراتور، گستره وسیعی دارد و هم در آمریکای مرکزی و هم در بخش‌های شمالی آمریکای جنوبی زندگی می‌کنند. در نتیجه، ظاهر این مار، بسته به محل زندگی آن، بسیار متفاوت است. به‌عنوان یکی از گونه‌های کوچک‌تر بوآ، آن‌ها به‌طور میانگین بین ۱٫۳ متر (۴٫۲ فوت) تا ۲٫۵ متر (۸٫۲ فوت) طول دارند، اما مشخص شده‌است که به طول ۳٫۷ متر (۱۲ فوت) نیز می‌رسند. وزن آن‌ها معمولاً حدود ۶ کیلوگرم (۱۳ پوند) است. ماده‌ها به‌طور قابل‌توجهی بزرگ‌تر از نرها هستند. طول عمر آن‌ها در طبیعت، حدود ۲۰ تا ۳۰ سال است اما در اسارت می‌توانند تا بیش از ۴۰ سال نیز عمر کنند.
اگرچه بوآی امپراتور، الگوهای پوستی تقریباً یکسانی با بوآی کانستریکتور دارد، این گونه اغلب دم تیره‌تری دارد، معمولاً قهوه‌ای تیره یا قرمز بسیار تیره است. با این‌حال، با فراهم نمودن شرایط مناسب برای پرورش، می‌توان آن‌ها را به طرح‌ها و رنگ‌های مختلفی پرورش داد. قابل ذکر است که این گونه یکی از دو گونه مارهایی است که دارای سیستم کروموزوم جنسی XY تأیید شده‌است.
یک جمعیت از این مار در Cayos Cochinos (جزایر Hog) در سواحل شمالی هندوراس یافت می‌شود که به‌طور طبیعی دارای آلبینیسم هستند، به‌این معنی که ملانین در پوست آن‌ها کاهش یافته‌است، بنابراین آن‌ها رنگ روشن‌تری دارند اما دُم تیره‌تری را که مشخصهٔ اکثر اعضای این گونه است، حفظ می‌کنند. رنگ دُم ممکن است از صورتی تا نارنجی متفاوت باشد.

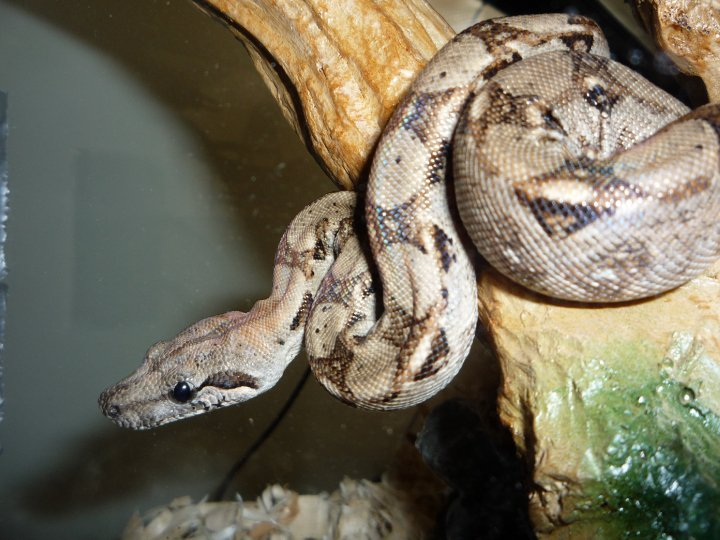
یک بوآی امپراتور در نیکاراگوئه

### مقیاس‌بندی
بوآی امپراتور، دارای ۵۵–۷۹ فلس پشتی، ۲۲۵–۲۵۳ فلس شکمی، ۴۷–۶۹ فلس زیردمی، ۱۸–۲۲ فلس فوق‌لَبی و ۱–۲ فلس مقعدی است.

### شناسایی
بوآی امپراتور، معمولاً با سایر گونه‌های بوآ، مانند بوآی کانستریکتور اشتباه گرفته می‌شود.

## پراکندگی جغرافیایی
بوآی امپراتور را می‌توان در برخی از مناطق مکزیک، آمریکای مرکزی و شمال غربی کلمبیا و همچنین چندین جزیره در امتداد سواحل این مناطق یافت.
بوآی امپراتور می‌تواند با شرایط محیطی مختلف، از جنگل‌های بارانی استوایی گرفته تا بیابان‌های خشک، سازگار شود. با این حال، به‌دلیل رطوبت، دما، توانایی مخفی شدن از شکارچیان احتمالی و وجود طعمهٔ فراوان، زندگی در جنگل‌های بارانی را ترجیح می‌دهد.

## خلق‌وخو

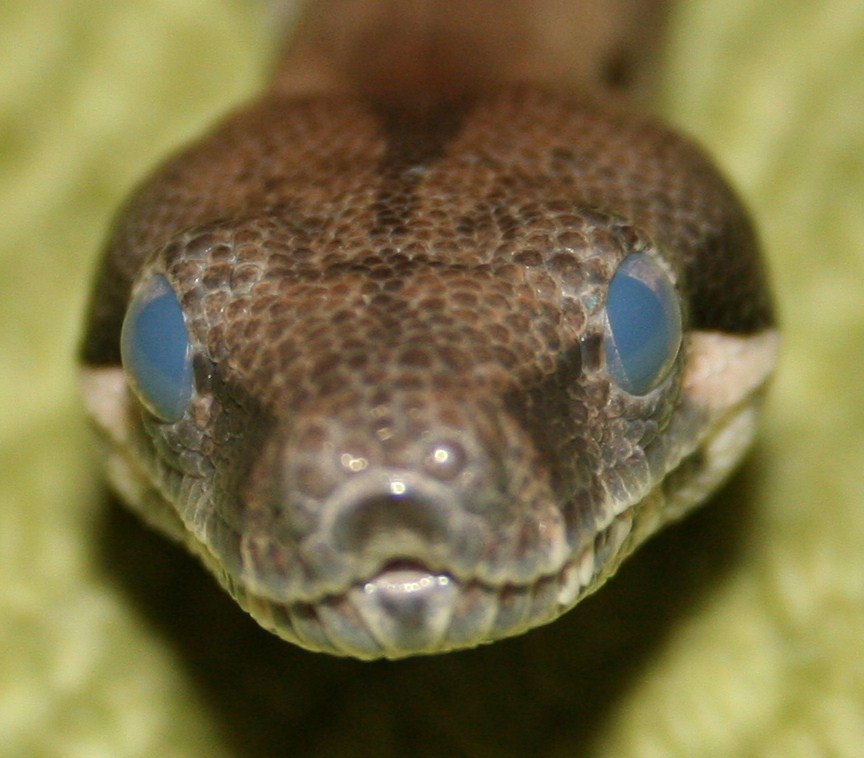
یک بوآی مادهٔ نوجوان در چرخهٔ پوست‌اندازی. به چشم‌های آبی «مات» توجه کنید.

بوآی امپراتور معمولاً به‌تنهایی زندگی می‌کند و با هیچ مار دیگری ارتباط برقرار نمی‌کند مگر این‌که بخواهد جفت‌گیری کند. این جانوران پگاه‌رو هستند.
به‌عنوان مارهای نیمه‌درختی، بوآهای امپراتور جوان ممکن است از درختان و درختچه‌ها بالا بروند. با این وجود، آن‌ها با افزایش سن و سنگین‌تر شدن، عمدتاً زمینی می‌شوند. این جانور هنگامی که تهدیدی را حس کند، حمله می‌کند. گاز گرفتن آن‌ها می‌تواند دردناک باشد، به‌ویژه در مورد مارهای بزرگ، اما به ندرت برای انسان خطرناک است. نمونه‌های ساکن در آمریکای مرکزی، تحریک‌پذیرتر هستند و وقتی که حضور مزاحمی را احساس کنند با صدای بلند خش‌خش کرده و مکرراً ضربه می‌زنند اما نمونه‌های آمریکای جنوبی با سهولت بیشتری رام می‌شوند.

## شکار و رژیم غذایی
بوآی امپراتور، مانند بسیاری از گونه‌های بوآ، رژیم غذایی متنوعی دارد که عمدتاً از جوندگان، پرندگان، مارمولک‌ها و قورباغه‌ها تشکیل شده‌است. اندازهٔ طعمه‌ها با افزایش سن، افزایش می‌یابد.
بوآی امپراتور، مانند سایر گونه‌های بوآ، شکارچیان کمین‌کنندهٔ شبانه هستند. آن‌ها از انقباض و پیچیدن بدن خود، به‌عنوان وسیلهٔ اولیه برای کشتن شکار خود استفاده می‌کنند.

## اسارت
بوآی امپراتور، یکی از رایج‌ترین مارهایی است که در اسارت نگهداری می‌شود. این موضوع، عمدتاً به دلیل خلق و خوی آرام، پتانسیل رشد و اندازهٔ چشمگیر و تنوع رنگ و الگوی بدن آن‌ها است. بوآهای امپراتور، در وضعیت اسارت، عموماً با جوندگانی که از قبل کشته شده‌اند تغذیه می‌شوند؛ زیرا این روش، انسانی‌تر است و همچنین از آسیب‌های احتمالی از سوی طعمه به مار جلوگیری می‌شود.
این گونه مار از دهه ۱۹۸۰ یک گونهٔ رایج در تجارت جهانی حیوانات خانگی بوده‌است، به‌طوری که بین سال‌های ۱۹۸۹ تا ۲۰۰۰، ۱۱۵٬۱۳۱ مورد از آن‌ها صادر شده‌است. نمونه‌های صیدشدهٔ وحشی، اغلب حاوی انگل‌های داخلی و خارجی هستند. شایع‌ترین انگل در آن‌ها Ophionyssus natricis یا «کنهٔ خزنده» است.
پرورش‌دهندگان، معمولاً این مار را با هدف تولید یک رنگ یا «مورف» خاص، تکثیر می‌کنند. چندین شکل رنگ و طرح در تجارت حیوانات خانگی از بوآهای امپراتور از جمله آلبینو، رنگارنگ و الگوی جنگلی، ایجاد شده‌است.